# Benzinho
Benzinho é um filme de drama brasileiro de 2018, dirigido por Gustavo Pizzi e escrito pelo diretor e Karine Teles, a qual protagoniza o filme como a super mãe Irene, que luta para manter sua família em meio às dificuldades da vida.
O filme é estrelado por Karine Teles, Konstantinos Sarris e Otávio Muller, com suporte de Adriana Esteves e César Troncoso Barros. Benzinho estreou no Festival Sundance de Cinema em 18 de janeiro de 2018, onde foi selecionado para a competição da sessão principal e foi lançado no Brasil em 23 de agosto de 2018. Foi amplamente elogiado pela crítica, em especial pela atuação do elenco e o roteiro, rendendo vários prêmios e indicações. Por suas atuações no filme, Karine Teles e Adriana Esteves receberam o Grande Otelo de melhor atriz e melhor atriz coadjuvante, respectivamente.

## Sinopse
Irene é uma mãe de quatro filhos que está terminando os estudos aos 40 anos sob a expectativa de ter uma vida melhor, enquanto o marido Klaus é um sonhador que nunca se encontrou. Quando o filho mais velho, Fernando, é convidado para jogar handebol na Alemanha, Irene precisa lidar com a dor da partida do filho, a sensação de "ninho vazio" e o conflito interno de não ter tido oportunidades tão jovem. 
Enquanto isso sua irmã Sônia tenta se livrar do marido violento para dar uma vivência sem traumas ao filho.

## Elenco
- Karine Teles como Irene Ramos
- Konstantinos Sarris como Fernando Ramos
- Otávio Müller como Klaus Ramos
- Adriana Esteves como Sônia Gonzaga
- César Troncoso Barros como Alan Gonzaga
- Luan Teles como Rodrigo Ramos
- Artur Teles como Fabiano Ramos
- Francisco Teles como Matheus Ramos
- Vicente Demori como Thiago Gonzaga
- Mateus Solano como Prof. Paçoca
- Camilo Pellegrini como Ligia

## Produção

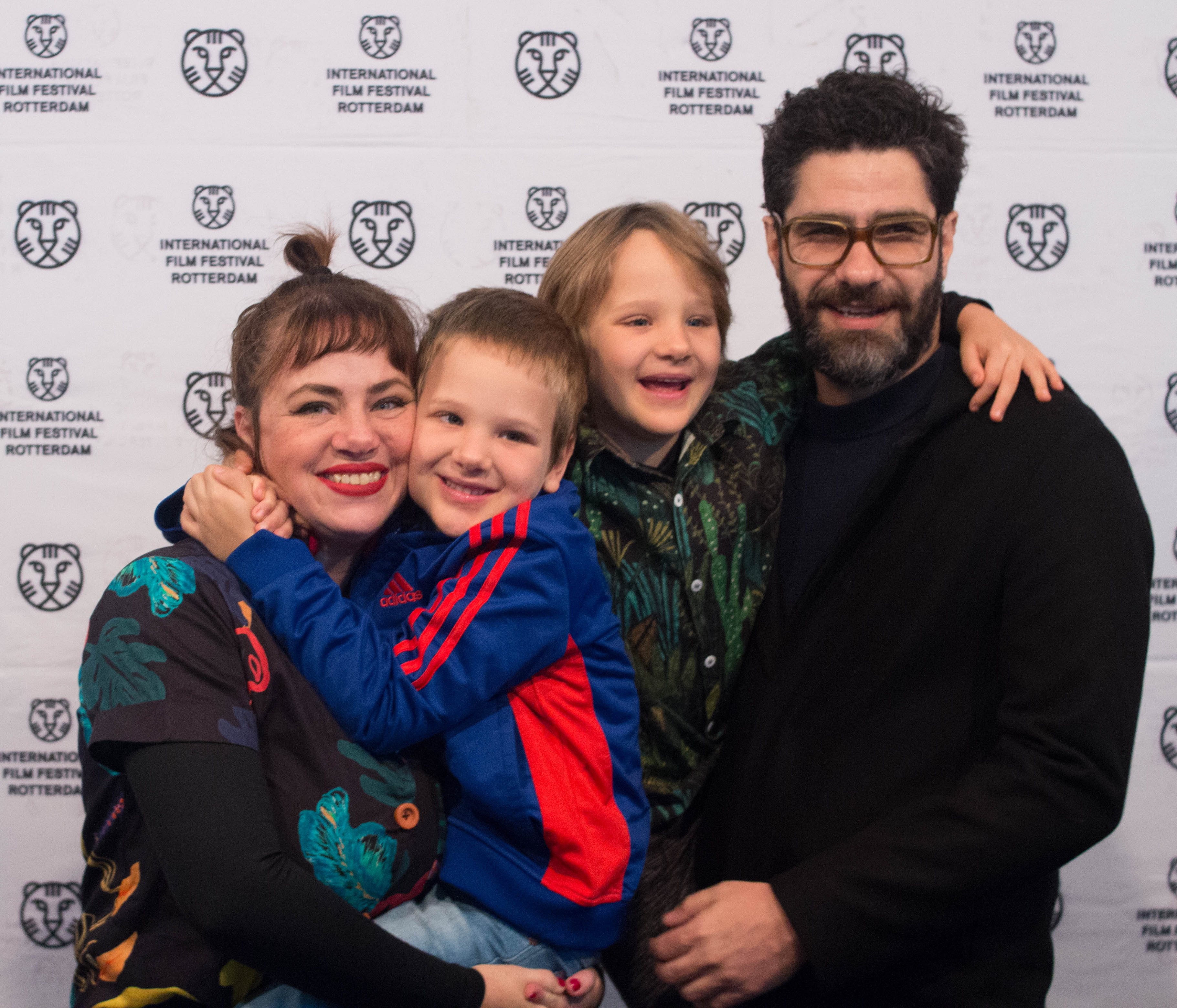
Da esquerda para direita, os atores Karine Teles, Francisco e Artur Teles Pizzi e o diretor Gustavo Pizzi.

O longa é protagonizado pela atriz Karine Teles, no papel da mãe protetora, Irene, e ela atua com seus filhos, os gêmeos Francisco e Artur Teles Pizzi. Já o diretor do longa-metragem é o seu ex-marido, Gustavo Pizzi. O filme está ligado com a família desde o princípio, a ideia de produzir o filme surgiu com o nascimento dos gêmeos filhos do casal de roteiristas.
O projeto do filme foi selecionado pela La Fabrique des Cinemas du Monde, do Festival de Cannes de 2013, para participar do Cinemart, em Roterdão, em 2015, e também para o programa BoostNL, em 2017. Também venceu o Ibermedia e outros projetos de incentivo a produção audiovisual brasileira em coprodução internacional.
A atriz e o diretor também assinam o roteiro, que foi escrito cinco anos antes do início da produção. Segundo Teles, os dois costumavam escrever o texto separadamente e depois juntavam para selecionar as melhores partes. O cenário do filme, um chalé velho e cheio de problemas estruturais, representa uma metáfora da vida da protagonista: ela precisa construir uma casa nova e se desprender da antiga, significando uma transformação na vida de Irene, assim como o fato de lidar com a partida de seu filho primogênito.
O filme é uma coprodução entre o Canal Brasil e a companhia Baleia Filmes. Também é uma coprodução entre Brasil e Uruguai. Foi rodado inteiramente em novembro de 2016 nas cidades de Petrópolis e Araruama, no estado do Rio de Janeiro.

## Lançamento
O filme teve sua estreia mundial no Festival Sundance de Cinema em 18 de janeiro de 2018, um dos maiores e mais tradicionais festivais de cinema que ocorre nos Estados Unidos. No mesmo mês, participou do Rotterdam International Film Festival, na Holanda. Em seguida, percorreu por outros festivais em vários países, destacando-se no Málaga Film Festival, na Espanha, e no Festival de Cinema Luso Brasileiro de Santa Maria da Feira, em Portugal. Também se saiu como o grande vencedor do Festival de Gramado em 2018. Foi lançado comercialmente no Brasil a partir de 23 de agosto de 2018. Também foi distribuído comercialmente em vários outros países, como Uruguai, México, Holanda, Polônia, França e Portugal.[carece de fontes?]

## Recepção

### Resposta da crítica
Benzinho foi amplamente bem recebido pela crítica e pelo público, sendo aclamado pela atuação do elenco e também pela construção do roteiro. No site agregador de resenhas Rotten Tomatoes, o filme mantém um índice de aprovação de 94%, com base em 18 resenhas, e uma classificação média de 7,90/10. No Metacritic, o filme tem uma pontuação média ponderada de 81 em 10, com base em 5 críticos, indicando "aclamação universal".
A atuação de Karine Teles foi elogiada pelo crítico Robledo Milani, do site Papo de Cinema, que a descreveu como uma das mais completas de sua carreira e pontuou que o filme emociona por todo o seu conjunto. Pablo Bazarello, em sua resenha ao site Cinepop, também destaca o desempenho da protagonista, considerando a atriz como o pilar fundamental da produção, classificando o filme como emotivo e de "aquecer o coração das mães". Carlos Alberto Mattos pontuou a atuação de Teles como "um fenômeno de controle tanto na sutileza das minúcias, quanto na erupção vulcânica dos ímpetos".
Adriana Esteves e Otávio Muller também foram elogiados. Caio Lopes, ao Observatório de Cinema, escreveu que o desempenho de Karine Teles se deve também ao apoio das presenças marcantes de seus coadjuvantes, Esteves e Muller. Sheri Linden, do The Hollywood Reporter, escreveu: "As primeiras dores da síndrome do ninho vazio atingem a mãe em “Benzinho”, um retrato cativante das alegrias e dores da vida familiar. Karine Teles traz um calor e humor para o papel principal, criando um ponto focal simpático para uma história que envolve a ternura da vida como ela é vivida."
À Variety, Peter Debruge descreve Benzinho como o filme ideal para aqueles que buscam autenticidade no cinema, descrevendo-o como uma história de amor universal e surpreendente. Da Screen International, Fionualla Halligan disse: "Benzinho confia no charme de sua caótica família central e no calor de Teles para seduzir e encantar plateias [...] Na fotografia, a beleza da periferia do Rio de Janeiro são retratadas com uma elegância brilhante, acompanhada por uma trilha sonora agitada que mantém tudo em movimento."
Isabela Boscov listou como um dos seus filmes favoritos de 2018.

### Prêmios e indicações
Na cerimônia do 18º Grande Prêmio do Cinema Brasileiro, em 2019, Benzinho recebeu nove indicações: melhor filme, melhor direção para Gustavo Pizzi, melhor atriz para Karine Teles, melhor ator para Otávio Muller, melhor atriz coadjuvante para Adriana Esteves, melhor roteiro original, melhor montagem, melhor direção de arte e melhor figurino. Foi vencedor em seis das nove categorias indicadas: melhor filme, melhor direção, melhor atriz, melhor atriz coadjuvante, melhor roteiro original e melhor montagem. No tradicional Festival de Gramado, o filme recebeu quatro estatuetas do Kikito, nas categorias: melhor atriz para Karine Teles, melhor atriz coadjuvante para Adriana Esteves e recebeu os prêmios do júri e do público de melhor longa-metragem brasileiro. A Associação Paulista de Críticos de Arte concedeu o Troféu APCA de melhor roteiro em cinema a Karine Teles e Gustavo Pizzi.
No 24° Prêmio Guarani de Cinema Brasileiro, concedido pelos críticos de cinema de várias regiões do país que formam a Academia Guarani de Cinema, Benzinho recebeu nove indicações: melhor filme, melhor direção para Gustavo Pizzi, melhor atriz para Karine Teles, melhor ator coadjuvante para Otávio Muller, melhor atriz coadjuvante para Adriana Esteves, melhor revelação masculina para Konstantinos Sarris, melhor roteiro original, melhor direção de arte e melhor elenco. Saindo-se vencedor em três categorias: melhor atriz, melhor elenco e melhor roteiro original. Karine Teles foi indicada ao Prêmio Ibero-Americano de Cinema Fénix de melhor interpretação feminina.
| Prêmio                                     | Ano  | Categoria                       | Recipiente(s)                   | Resultado | Ref.   |
| ------------------------------------------ | ---- | ------------------------------- | ------------------------------- | --------- | ------ |
| CPH PIX Film Festival                      | 2018 | Prêmio da Audiênica             | Benzinho                        | Venceu    |        |
| Festival de Cinema Luso-Brasileiro         | 2019 | Melhor Filme pelo Júri          | Benzinho                        | Venceu    | [ 2 ]  |
| Festival Internacional de Cinema de Málaga | 2019 | Melhor Filme pelo júri          | Benzinho                        | Venceu    | [ 2 ]  |
| Festival Internacional de Cinema de Málaga | 2019 | Melhor Filme pela crítica       | Benzinho                        | Venceu    | [ 2 ]  |
| Festival de Gramado                        | 2019 | Melhor Filme pela crítica       | Benzinho                        | Venceu    | [ 24 ] |
| Festival de Gramado                        | 2019 | Melhor Filme (júri popular)     | Benzinho                        | Venceu    | [ 24 ] |
| Festival de Gramado                        | 2019 | Melhor Atriz Coadjuvante        | Adriana Esteves                 | Venceu    | [ 24 ] |
| Festival de Gramado                        | 2019 | Melhor Atriz                    | Karine Teles                    | Venceu    | [ 24 ] |
| Festival de Cinema da Lapa                 | 2019 | Melhor Atriz                    | Karine Teles                    | Venceu    |        |
| Prêmio Ibero-Americano de Cinema Fénix     | 2019 | Melhor Atriz                    | Karine Teles                    | Indicada  |        |
| Grande Prêmio do Cinema Brasileiro         | 2019 | Melhor Longa-Metragem de Ficção | Melhor Longa-Metragem de Ficção | Venceu    | [ 25 ] |
| Grande Prêmio do Cinema Brasileiro         | 2019 | Melhor Direção                  | Gustavo Pizzi                   | Venceu    | [ 25 ] |
| Grande Prêmio do Cinema Brasileiro         | 2019 | Melhor Ator                     | Otávio Müller                   | Indicado  | [ 25 ] |
| Grande Prêmio do Cinema Brasileiro         | 2019 | Melhor Atriz                    | Karine Teles                    | Venceu    | [ 25 ] |
| Grande Prêmio do Cinema Brasileiro         | 2019 | Melhor Atriz Coadjuvante        | Adriana Esteves                 | Venceu    | [ 25 ] |
| Grande Prêmio do Cinema Brasileiro         | 2019 | Melhor Roteiro Original         | Karine Teles e Gustavo Pizzi    | Venceu    | [ 25 ] |
| Grande Prêmio do Cinema Brasileiro         | 2019 | Melhor Montagem                 | Livia Serpa                     | Venceu    | [ 25 ] |
| Grande Prêmio do Cinema Brasileiro         | 2019 | Melhor Direção de Arte          | Dina Salem Levy                 | Indicado  | [ 25 ] |
| Grande Prêmio do Cinema Brasileiro         | 2019 | Melhor Figurino                 | Diana Leste                     | Indicado  | [ 25 ] |